# Carnivores: Dinosaur Hunter
Carnivores: Dinosaur Hunter (укр. Хижаки: Мисливець на динозаврів) — відеогра 2010 року в жанрі шутер від першої особи та п'ята частина серії Carnivores.
У 2010 році компанією Tatem Games було створено покращену версію оригінальної гри Carnivores, яка була випущена для iOS. Того ж року ця версія гри була портована на PlayStation 3 (PS3) та PlayStation Portable (PSP) у вигляді PlayStation Minis компанією Beatshapers. У 2012 році Tatem Games також перенесли свою версію гри для Android.

## Ігровий процес
Carnivores: Dinosaur Hunter — це оновлений порт першої гри Carnivores (1998), що дотримується схожого формату, встановленого першими трьома частинами серії Carnivores. Гравцеві дозволено вибирати з безлічі локацій для полювання, кількох динозаврів і різноманітного набору зброї; можна змінювати час доби та брати з собою ряд аксесуарів, які допомагають гравцеві. У грі представлений змішаний список динозаврів, а також інших істот, що населяють карти. Хоча цих додаткових тварин можна вбити (за винятком брахіозавра), вони не дають гравцеві жодних очок.
Гравці починають полювання на травоїдних динозаврів, які тікають, помітивши гравця. Хижі динозаври, такі як алозавр і велоцираптор, одразу ж переходять у наступ після того, як помітять гравця, але їх можна легко підкорити, тиранозавр рекс, з іншого боку, вимагає прямого пострілу в очі, перш ніж його можна буде вбити. Ексклюзивною особливістю мобільної версії є режим виживання, який можна використовувати для відточування точності пострілів, коли кілька хвиль динозаврів накидаються на гравця, тоді як режим полювання дозволяє гравцеві вибирати конкретних динозаврів для полювання. Всього доступно 15 видів, кожен з яких має різний рівень зору, нюху та слуху, що попереджає їх про присутність мисливця. Вибір зброї обмежений: пістолет, рушниця, снайперська гвинтівка та арбалет. Використання радара та поклику динозавра значно полегшує упіймання тварин. У версії гри для PlayStation Portable/PlayStation 3 гравець може вибрати лише одного динозавра в кожному середовищі, тоді як інші динозаври з'являються для створення атмосфери.
Новим доповненням iOS-порту, якого не було в оригінальній Carnivores, є використання таблиці лідерів і підтримка соціальних мереж.

## Розробка
Carnivores: Dinosaur Hunter спочатку була розроблена Tatem Games для iOS, як порт оригінальної гри Carnivores. Гра була випущена для iOS 12 червня та 8 липня 2010 року. Незабаром після цього Beatshapers створили версію порту Tatem Game для PlayStation Portable, також сумісну з PlayStation 3.
Засновник і головний виконавчий директор Beatshapers Олексій Меньшиков — аудіодизайнер і звукорежисер оригінальної Carnivores — заявив, що перенесення гри з iOS на PlayStation Portable було «досить легким», попри деякі проблеми: «Найскладнішою проблемою було те, як вмістити всі дані, включаючи величезні ландшафти, листя і динозаврів з анімацією, в обсяг пам'яті PSP». Ця проблема затримала розробку на півтора місяця, поки команда не подолала цю перешкоду. Через обмеження пам'яті PSP гравець може вибрати лише одного динозавра для полювання в кожному середовищі. Beatshapers збільшили швидкість, з якою гравець може пропливати через воду, оскільки, за словами Меньшикова, «нам здалося занадто нудним, коли гравець повільно пливе під час дослідження». Розробка версії Beatshapers тривала чотири з половиною місяці.
В Європі версія від Beatshapers вийшла 11 серпня 2010 року в магазині PlayStation Store, що стало першим випуском гри Carnivores для консолі Sony PlayStation. Попередні плани випустити гру Carnivores для PlayStation 2 у 2000 році були відкладені через труднощі з отриманням схвалення від Sony. У Північній Америці версія PlayStation Minis була випущена через PlayStation Store 17 серпня 2010 року. На момент випуску PlayStation Minis Tatem Games працювала над версією гри з високою роздільною здатністю для iPad, в той час, як Меньшиков заявив, що Beatshapers розглядає можливість випуску гри для Nintendo 3DS і Android. Можливість релізу для WiiWare також обговорювалася між Beatshapers і Nintendo, але не очікувалося, що це станеться в найближчому майбутньому.
Tatem Games перенесла версію для iOS на Android і випустила її у США та Європі в червні 2012 року. Реліз для Android включав базову версію, яку можна було завантажити безкоштовно, а також пакети, які можна було придбати, щоб додати нових динозаврів, локації та зброю.

## Динозаври
- Паразауролоф
- Анкілозавр
- Стегозавр
- Пахіцефалозавр
- Амаргазавр
- Алозавр
- Троодон
- Овіраптор
- Целофізис
- Хасмозавр
- Ігуанодон
- Велоцираптор
- Спінозавр
- Ютараптор
- Дилофозавр (майбутній)
- Цератозавр
- Карнотавр
- Гігантораптор
- Тиранозавр
- Мосхопс
- Галлімім
- Диметродон
- Птеранодон
- Діморфодон
- Брахіозавр

## Огляди
| Агрегатор  | Оцінка                                 |
| ---------- | -------------------------------------- |
| Metacritic | (iOS) 79/100 (PSP) 48/100 (PS3) 30/100 |

| Видання                            | Оцінка      |
| ---------------------------------- | ----------- |
| The A.V. Club                      | (iOS) B     |
| GamesMaster                        | (PS3) 30%   |
| Jeuxvideo.com                      | (PSM) 15/20 |
| Macworld                           | (iOS)       |
| PlayStation Official Magazine — UK | (PSP) 2/10  |
| Pocket Gamer                       | (iOS)       |
| Push Square                        | (PSP)       |

Версія для iOS отримала «загалом схвальні відгуки», тоді як версії для PlayStation та PSP отримали «загалом несприятливі відгуки», згідно з вебсайтом агрегації відгуків Metacritic. Протягом двох років після запуску версію для iOS завантажили шість мільйонів разів. Протягом восьми днів після виходу версія для Android мала 80 000 завантажень через Google Play.
Ріордан Фрост зі Slide to Play рецензував версію для iOS і критично відгукнувся про складність і «блокування» середовища. Ендрю Несвадба з AppSpy зазначив, що версія для iOS може мати обмежену аудиторію через свою реалістичність, хоча він похвалив управління і заявив, що для шанувальників полювання гра є «дивовижно деталізованою грою, яка є справжнім must-have, але казуальним геймерам слід з більшою обережністю ставитися до цієї гри. Club A.V., рецензуючи версію для iPhone, зазначив, що гра «дозволяє безпечно втілювати» фантазії про полювання на динозаврів у сучасну епоху.
Фолаган Оловоє, пишучи для Macworld, розкритикував версію для iPhone за «смішну» історію і «нудний» режим полювання, а також заявив, що графіка і рендеринг «не використовують можливості» iPhone. Olowoyeye також вважав, що гра повинна була включати більше нових функцій, яких не було в оригінальній грі 1998 року, але заявив, що в грі були «деякі моменти анахронічної забави».
Демієн МакФерран з Pocket Gamer заявив, що версія для iPhone «грає як уві сні, з чуйним управлінням, плавними візуальними ефектами та досвідом полювання, що захоплює». Однак він зазначив, що нетерплячі гравці можуть бути розчаровані грою, і поскаржився на те, що після завершення гри не буде можливості переграти. МакФерран назвав гру «методичною і надзвичайно приємною» та однією з найбільш «загадкових» бойовиків, доступних для iPhone, заявивши, що «єдина реальна скарга - це брак різноманітності».
Семмі Баркер з Push Square рецензував версію для PlayStation Minis, розкритикувавши її за нудний ігровий процес, але дійшовши висновку, що шанувальники «повільних шутерів можуть отримати певне задоволення» від гри.

## Сиквел та ремастер
- Carnivores: Dinosaur Hunter HD, продовження серії Carnivores і сучасний римейк оригінальної гри Carnivores (1998), вийшов у 2013 році[17][18].
- Carnivores: Dinosaur Hunter Reborn, продовження Carnivores: Dinosaur Hunter, вийшла 27 травня 2015 року[19][20][21]. Гра була розроблена і видана компанією Digital Dreams Entertainment, і була випущена для Microsoft Windows через Steam[19][20]. Компанія спочатку намагалася запустити гру за допомогою кампанії на Kickstarter 2014 року, але марно[19]. Ключові члени команди розробників оригінальної гри Carnivores возз'єдналися для створення Carnivores: Dinosaur Hunter Reborn[22].
- Сучасна версія гри Carnivores: Dinosaur Hunter Reborn вийшла 1 червня 2021 року під назвою Carnivores: Dinosaur Hunt. Її розробила та видала компанія Digital Dreams для Nintendo Switch, PlayStation 4 та Xbox One[23][24].